# Акінс (Оклахома)
Акінс (англ. Akins) — переписна місцевість (CDP) в США, в окрузі Секвоя штату Оклахома. Населення — 405 осіб (2020).

## Географія
Акінс розташований за координатами 35°30′14″ пн. ш. 94°40′0″ зх. д. / 35.50389° пн. ш. 94.66667° зх. д. (35.503967, -94.666795).  За даними Бюро перепису населення США в 2010 році переписна місцевість мала площу 35,34 км², з яких 35,22 км² — суходіл та 0,12 км² — водойми.

## Демографія
Згідно з переписом 2010 року, у переписній місцевості мешкали 493 особи в 181 домогосподарстві у складі 139 родин. Густота населення становила 14 особи/км².  Було 197 помешкань (6/км²).
Расовий склад населення:
| - 72,2 % — білих - 21,9 % — корінних американців - 0,4 % — чорних або афроамериканців |

До двох чи більше рас належало 5,3 %. Частка іспаномовних становила 0,4 % від усіх жителів.
За віковим діапазоном населення розподілялося таким чином: 26,2 % — особи молодші 18 років, 56,6 % — особи у віці 18—64 років, 17,2 % — особи у віці 65 років та старші. Медіана віку мешканця становила 40,1 року. На 100 осіб жіночої статі у переписній місцевості припадало 116,2 чоловіків;  на 100 жінок у віці від 18 років та старших — 108,0 чоловіків також старших 18 років.
Середній дохід на одне домашнє господарство  становив 40 677 доларів США (медіана — 29 770), а середній дохід на одну сім'ю — 45 342 долари (медіана — 38 750). За межею бідності перебувало 29,8 % осіб, у тому числі 47,0 % дітей у віці до 18 років та 27,3 % осіб у віці 65 років та старших.
Цивільне працевлаштоване населення становило 233 особи. Основні галузі зайнятості: освіта, охорона здоров'я та соціальна допомога — 51,5 %, транспорт — 12,0 %, публічна адміністрація — 9,4 %.